# A Kozma utcai izraelita temető mauzóleumai

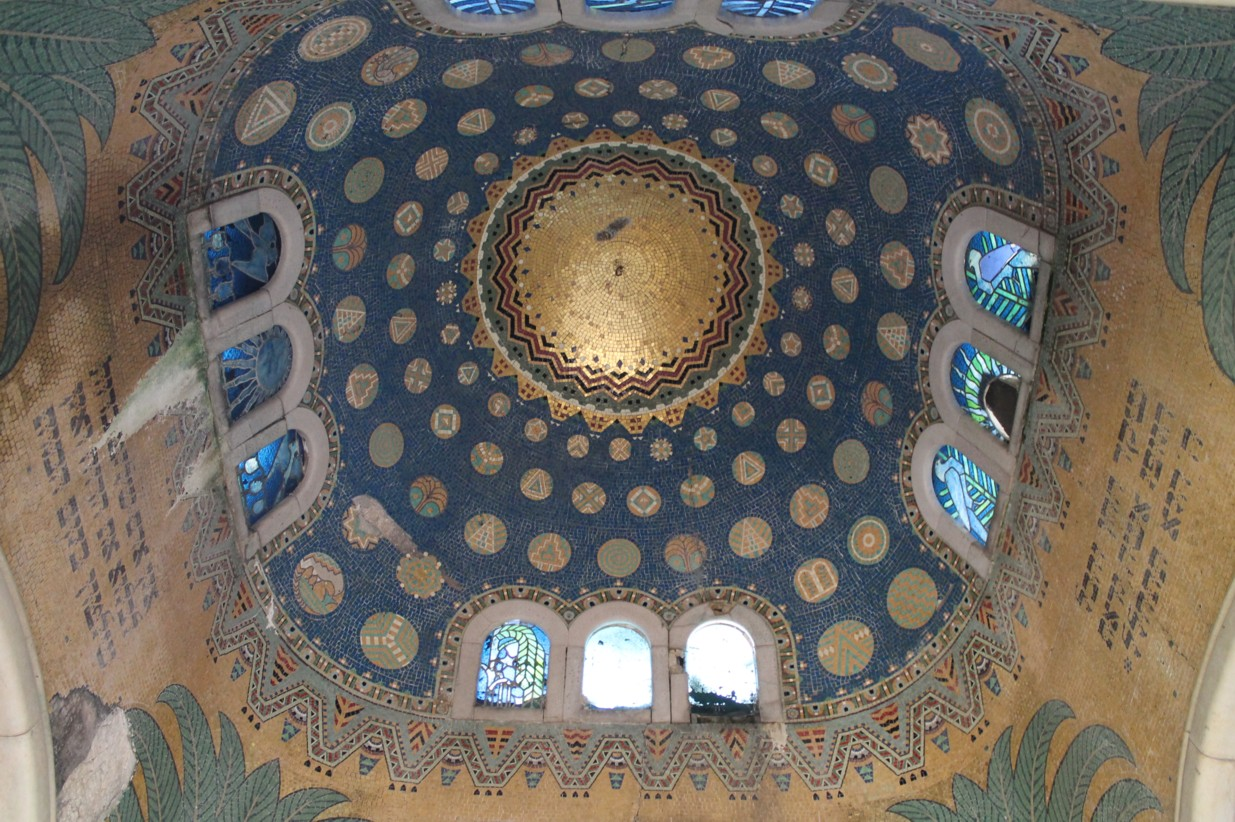
A Gries-család mauzóleumának belső mozaikdíszítése

Az alábbi lista a Kozma utcai izraelita temető mauzóleumait mutatja be.

## Történetük
A 19. század második felében meggazdagodó magyarországi zsidóság temetkezési épületeivel is reprezentálni próbálta vagyoni viszonyait. Akárcsak a Salgótarjáni utcai zsidó temetőben, a Kozma utcai temetőben is számos nagy méretű, díszesebbnél díszesebb mauzóleum épült a 19. század végén, 20. század elején. A fal mentén lévő családi sírboltok kialakítását az 1890-es évek közepén kezdte meg a temetkezési ügyeket kezelő Chevra Kadisa. A családi sírboltok felépítményét azonban már a tulajdonos terveztette, és az ő kötelessége volt az építési engedély beszerezése a városi tanácstól. Ezek az építési engedélyek nagy jelentőséggel bírnak, mert gyakran visszakereshetők, és a tervrajzok mellett a megrendelő és az építész nevét is tartalmazhatják. A több méter magas mauzóleumok egyedi építészeti műveknek tekinthetőek, különböző stílusok (eklektika, szecesszió) hatását viselik magukon. A mauzóleumokat általában a korszak ismert, neves építészei tervezték. Az ismert nevek mellett – hiányos adatok miatt – több mauzóleum esetében még nem sikerült azonosítani a tervező kilétét.
A Kozma utcai utcai izraelita temető a 2010-es évekig – gyakran még a zsidó vallásúak előtt is – meglehetősen elzárt világot képezett, az elmúlt 100 év alatt elgazosodott, néhol szinte „dzsungelesedett” egyes parcellák gyakorlatilag megközelíthetetlenné váltak. 2016-tól a Zsidó Temetők Barátai Nonprofit Kft. próbálja segíteni a temető fizikai rendbetételét, egyelőre lassan haladva. Hasonló tevékenységekben segít a németországi Aktion Sühnezeichen Friedensdienst (Bűnjel Békeszolgálat Akció, rövidítve ASF), amely a Magyar Zsidó Kulturális Egyesülettel közösen végzett ilyen munkákat 2023-ban a temetőben.
A temetőben körülbelül 40 nagy méretű mauzóleum található (számos más, igényes, neves építészek által tervezett kisebb síremlék mellett). A 100 évesnél idősebb, általában aktív temetésekre már nem használt épületek legtöbbje igen rossz állapotban van, felújításukra – néhány kivételtől eltekintve – eddig nem került sor. A fényképek tanúsága szerint a díszítések kívül, belül gyakran letöredeztek. Több mauzóleumot építésük idején – elsősorban belsejükben – gazdag mintás mozaikos felülettel láttak el, amelyek napjainkban szintén hiányos, töredezett, rossz állapotban tekinthetők meg. Fontos a fentiken túl kiemelni, hogy mauzóleumok vizsgálatát megnehezíti az őket gyakran behálózó növényzet. Kutatásuk, szélesebb körben való ismertségük újságcikkek hatására csak a 2010-es években kezdődött, az utóbbi időben már nagyobb számmal látogatják őket az érdeklődők.
Az egyes síremlékek helyének meghatározásánál Vizler Imre fényképtárát követi a szócikk.

## Központ részen
| Kép | Hely     | Síremlék neve     | Tervező | Építés ideje | Megjegyzés |
| --- | -------- | ----------------- | ------- | ------------ | ---------- |
|     | 5/B-11-9 | Keszler-mauzóleum |         |              |            |
|     |          | Böhm-mauzóleum    |         |              |            |
|     |          | Weisz-mauzóleum   |         |              |            |

## Jobb oldali fal
| Kép | Hely | Síremlék neve                | Tervező                 | Építés ideje   | Megjegyzés                                                                               |
| --- | ---- | ---------------------------- | ----------------------- | -------------- | ---------------------------------------------------------------------------------------- |
|     | 2    | Hatsek-mauzóleum             |                         |                |                                                                                          |
|     | 3    | Brüll-mauzóleum              | Gerster Kálmán          | 1903           | Mozaikdíszes síremlék. 2017-ben felújították. Oroszlánszobrait Stróbl Alajos készítette. |
|     | 6    | Hay-mauzóleum                |                         |                |                                                                                          |
|     | 7    | Schmiedl-mauzóleum           | Lajta Béla              | 1903           | Róth Miksa mozaikjai díszítik. Műemléki védelem alatt áll.                               |
|     | 9    | Oesterreicher-mauzóleum      |                         |                |                                                                                          |
|     | 12   | Wellisch-Adler-mauzóleum     | Wellisch Alfréd         |                | Mozaikdíszes síremlék.                                                                   |
|     | 19   | Heidlberg-mauzóleum          |                         | 1904           |                                                                                          |
|     | 20   | Ormódy-mauzóleum             |                         |                |                                                                                          |
|     | 23   | Kornfeld-mauzóleum           |                         |                |                                                                                          |
|     | 24   | Fried-mauzóleum              |                         |                |                                                                                          |
|     | 25   | Frischmann-mauzóleum         |                         |                |                                                                                          |
|     | 34   | Gries-mauzóleum              | Lajta Béla              | 1906 vagy 1907 | Belül gazdag, aranymozaikos díszítéssel. Műemléki védelem alatt áll.                     |
|     | 35   | [azonosítatlan]-mauzóleum    |                         |                | Vass Lajos sírja mellett                                                                 |
|     | 39   | Bloch-Stiassny-mauzóleum     |                         |                |                                                                                          |
|     | 42   | Redlich-Ohrenstein-mauzóleum | Alpár Ignác             | 1902           |                                                                                          |
|     | 44   | Schön-mauzóleum              |                         |                |                                                                                          |
|     | 47   | Csillag-mauzóleum            |                         |                |                                                                                          |
|     | 50   | Minkus-mauzóleum             |                         |                |                                                                                          |
|     | 51   | Wellisch-mauzóleum           | Barát Béla és Novák Ede | 1915           |                                                                                          |
|     | 57   | Pick-mauzóleum               |                         |                |                                                                                          |
|     | 58   | Urbán-mauzóleum              |                         |                | Nyitott, mauzóleumszerű síremlék. Philipp István szobrász                                |
|     | 81   | Markovits-mauzóleum          |                         |                |                                                                                          |
|     | 92   | Weingruber-mauzóleum         |                         |                | Mozaikdíszes síremlék.                                                                   |
|     | 97   | Schulhoff-mauzóleum          |                         | 1914 után      | Nyitott, mauzóleumszerű síremlék.                                                        |

## Bal oldali fal
| Kép | Hely | Síremlék neve                            | Tervező                             | Építés ideje   | Megjegyzés                                                          |
| --- | ---- | ---------------------------------------- | ----------------------------------- | -------------- | ------------------------------------------------------------------- |
|     | 1    | Leitersdorfer-Epstein-mauzóleum          |                                     |                |                                                                     |
|     | 4    | Verőczei Balázs-mauzóleum                |                                     |                |                                                                     |
|     | 5    | Botfai Hüvös-mauzóleum                   | Wellisch Alfréd                     |                |                                                                     |
|     | 6    | Montag-mauzóleum                         |                                     |                |                                                                     |
|     | 8    | [azonosítatlan]-mauzóleum                |                                     |                | A Fleischl-mauzóleum mellett található.                             |
|     | 9    | Fleischl-mauzóleum                       | Böhm Henrik                         | 1904           | Nyitott, mauzóleumszerű síremlék.                                   |
|     | 10   | Budai Goldberger-mauzóleum               | Kármán Géza Aladár és Ullmann Gyula |                |                                                                     |
|     | 12   | Schönfeld-mauzóleum                      |                                     | 1901           | kivitelező: Mann József                                             |
|     | 25   | Ujhely-mauzóleum                         | Baumhorn Lipót                      | 1905 vagy 1907 | A neves zsinagógaépítész zsinagógáknál használt jellemzőit mutatja. |
|     | 29   | Üszögi Grosz – Dévaványai Nagy-mauzóleum | Bálint Zoltán és Jámbor Lajos       | 1904           |                                                                     |
|     | 39   | Deutsch-mauzóleum                        |                                     |                |                                                                     |
|     | 52   | Propper-mauzóleum                        |                                     |                | Az előtte álló 2 fehér márványoszlop Lajta Béla műve.               |
|     | 53   | Konrád-Polnay-mauzóleum                  | Fodor Gyula                         | 1908           | Mozaikdíszes síremlék.                                              |
|     | 60   | Klein-mauzóleum                          |                                     |                |                                                                     |
|     | 65   | Freund-mauzóleum                         |                                     |                | Nyitott, mauzóleumszerű síremlék.                                   |
|     | 73   | Diamant-mauzóleum                        |                                     |                |                                                                     |
|     | 82   | [azonosítatlan]-mauzóleum                |                                     |                | Jánosi Engel Gyula sírja mellett található.                         |